# Brock Kreitzburg

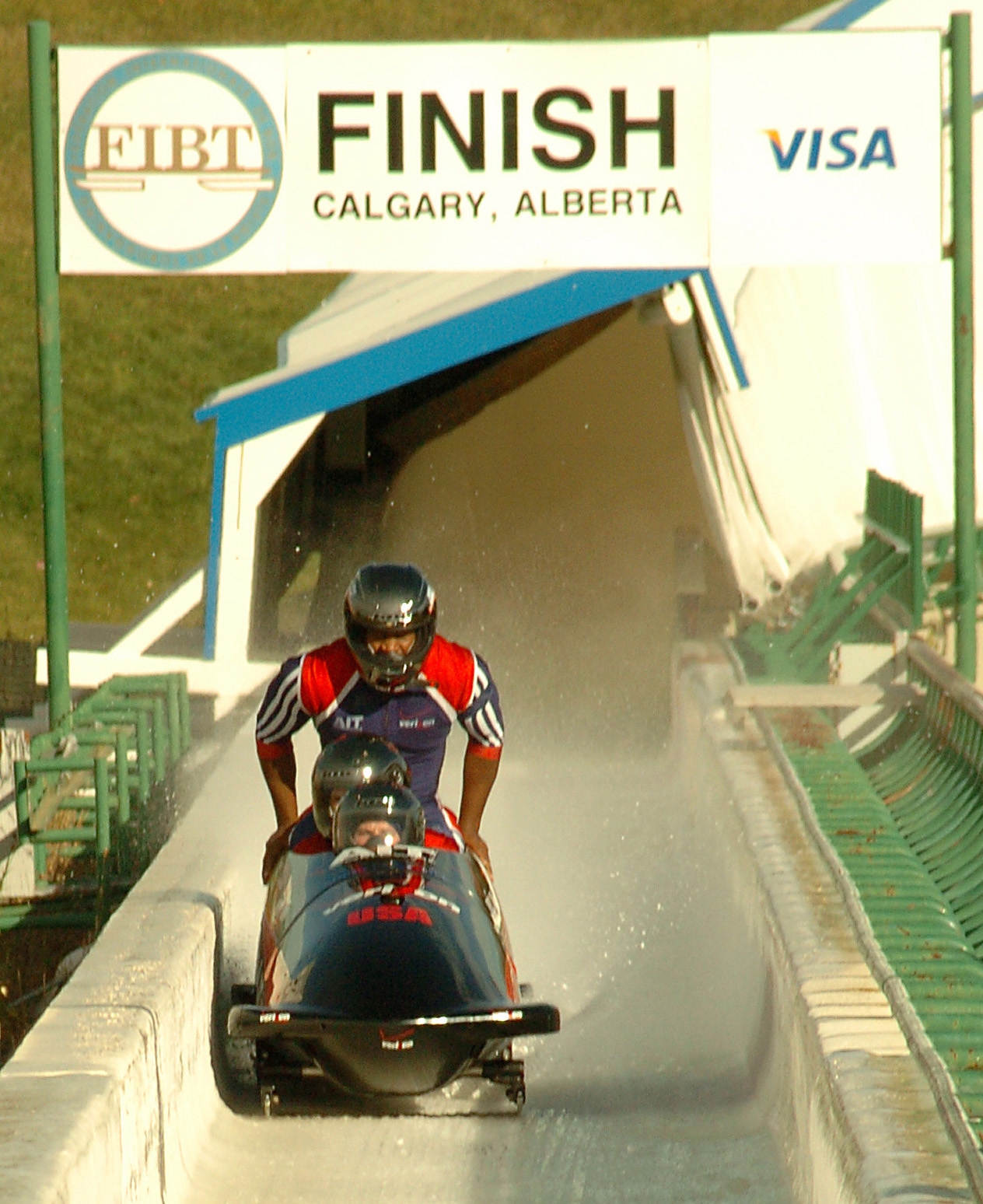
Steven Holcomb mit Ivan Radcliff, Brock Kreitzburg und Curt Tomasevicz während der US-Ausscheidungsrennen 2005 im Viererbob auf der Bahn in Calgary.

Brock Kreitzburg (* 16. Februar 1976 in Akron) ist ein US-amerikanischer Bobsportler.
Brock Kreitzburg betreibt seit 2003 Bobsport und wird von Brian Shimer trainiert. Von Beginn seiner Karriere an, bis zum Karriereende von Todd Hays nach den Olympischen Spielen 2006 war Kreitzburg Anschieber in den Bobs von Hays und Steven Holcomb. Seitdem fährt er meist nur noch in den Holcomb-Bobs. Viermal konnte er bislang in Bobs beider Piloten Weltcuprennen gewinnen. Er kommt sowohl im Zweierbob als auch im Viererbob zum Einsatz. Kreitzburg hatte nennenswerten Anteil am Gewinn des Holcomb-Teams des Zweierbob-Gesamtweltcups und des zweiten Platzes in der Viererbob-Wertung der Saison 2006/07. Bei der Bob-Weltmeisterschaft 2007 in St. Moritz verpasste Kreitzburg im Viererbob von Pilot Holcomb als Viertplatzierter nur knapp eine Medaille.